# Erzurum
Erzurum es una ciudad del noreste de Turquía, capital de la provincia homónima. Cuenta con una población de 398 368 habitantes (2012) y es la mayor ciudad de Anatolia Oriental. Situada en un altiplano a 1757 m sobre el nivel del mar, presenta un clima continental muy acusado. La ciudad es el centro deportivo de invierno en Turquía y fue la sede de los Juegos Universitarios de Invierno de 2011.

## Etimología
En la época romana Erzurum fue llamada «Teodosiópolis» (latín: Theodosiopolis, Griego: Θεοδοσιούπολις). Debe su nombre actual a la conquista de los selyúcidas después de la batalla de Manzikert en 1071.
Un barrio comercial llamado Artsn (Arcn, Artze, Arzan; Armenio: Արծն) fue fuertemente saqueado por los selyúcidas turcos en 1048-1049. Principalmente eran armenios los que habitaban Erzurum cuando cayeron los Selyúcidas. Los armenios, sirios y otros habitantes cristianos que habitaban Teodosiópolis, lo comenzaron a llamar "Artsn Ron" (es decir, Arzan de los romanos) para distinguirlo de su antigua residencia. Los habitantes musulmanes de la ciudad reemplazaron el nombre por «Arzan ar-Ron» y luego por «Erzurum». Después de la conquista árabe de Armenia la ciudad era conocida por los árabes como Kālīkalā (que fue aprobado con el nombre armenio original de Karno K'aghak (armenio: Կարնո քաղաք), que significa "Karin City", para distinguirla del distrito de Karin (Կարին). Los armenios todavía llamaban "Karin" o "Garin" a la ciudad durante el período moderno.

## Historia

### Edad Antigua
En la antigüedad, Erzurum existía bajo el nombre armenio de Karin. Durante los reinados de los reyes Artaxias y Arsacid de Armenia, Karin sirvió de capital del cantón de mismo nombre, en la provincia Bardzr Haik (Gran Armenia). Después de la partición de Armenia entre el Imperio Romano de Oriente y Persia sasánida en el año 387 d. C., la ciudad pasó a manos de los romanos. Ellos fortificaron la ciudad y le cambiaron el nombre a Teodosiópolis, en honor al emperador Teodosio I. Como jefe militar de la fortaleza a lo largo de la frontera oriental del imperio, Teodosiópolis celebraba una ubicación estratégica muy importante pero era ferozmente impugnada en guerras entre los bizantinos y los persas.
Los emperadores tanto Anastasio I como Justiniano I refortificaron la ciudad y construyeron nuevas defensas durante sus reinados.

### Edad Media

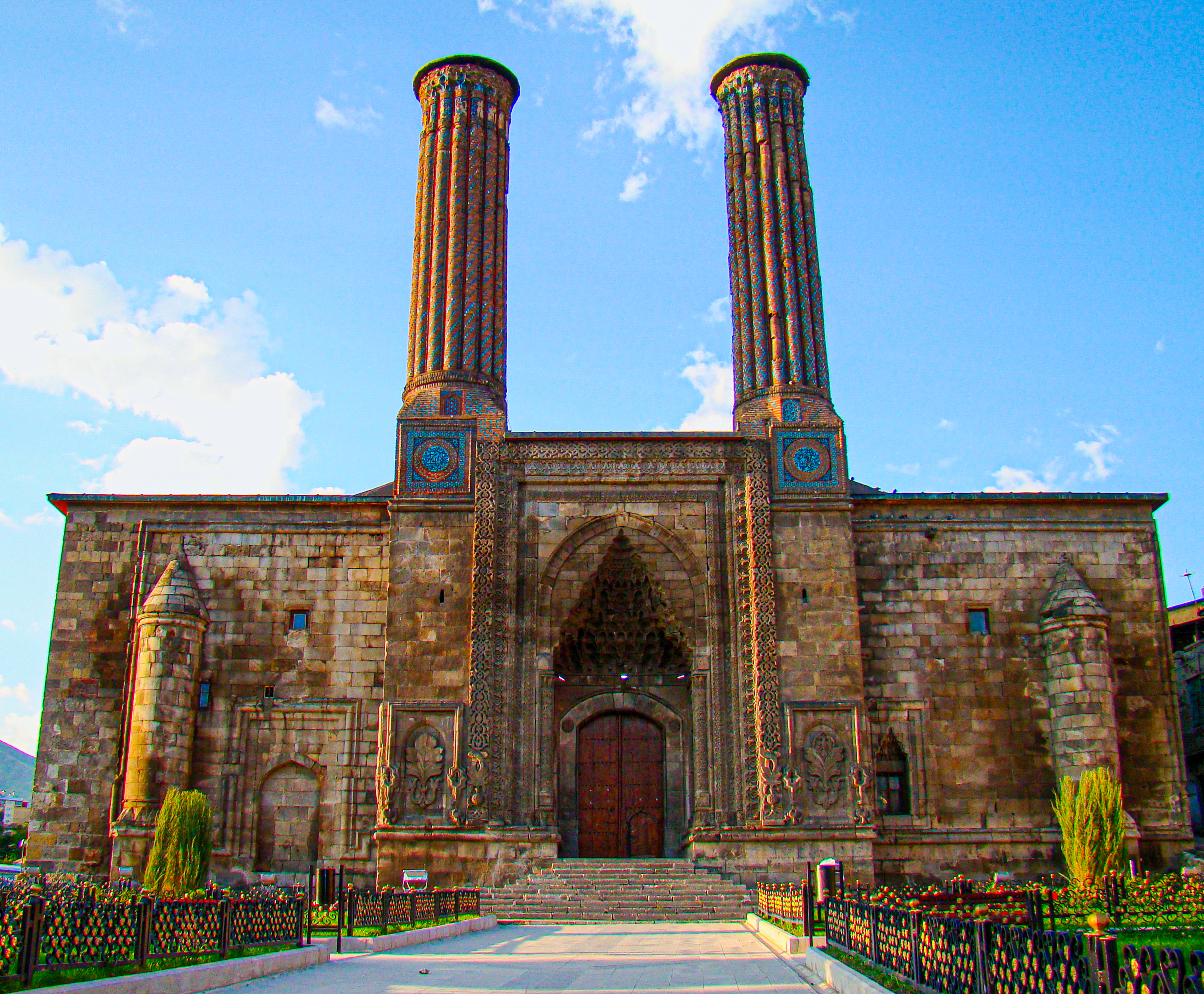
Madrasa de Erzurum, de origen medieval.

Teodosiópolis fue conquistada por el Califato Omeya de Abdallah Ibn Abd al-Malik hacia los años 700-701. Se convirtió en la capital del emirato de Ḳālīḳalā y fue utilizado como base para incursiones en territorio bizantino. Aunque era un enclave fronterizo gobernado por los árabes en un territorio poblado por armenios cristianos, la población nativa fue en general un cliente fiable para los gobernadores del califa. A medida que el poder del califato decaía y comenzaba el resurgir del Imperio Romano de Oriente, los líderes armenios locales preferían que la ciudad quedase bajo el control de emires musulmanes antes que de los poderosos emperadores de Constantinopla.
En 931, y de nuevo en 949, las fuerzas romanas encabezadas por Teófilo Kourkouas, abuelo del futuro emperador Juan I Tzimisces, conquistaron Teodosiópolis y expulsaron a toda la población árabe; la ciudad sería repoblada por griegos y armenios. El emperador Basilio II reconstruyó la ciudad y sus defensas en 1018 con la ayuda de la población local armenia. En 1071, después de la decisiva batalla de Manzikert, los turcos selyúcidas tomaron posesión de Teodosiópolis. Los Saltukids eran gobernantes del "beylik Anatoliano", centrado en Erzurum, que gobernaron desde 1071 a 1202. Melike Mama Hatun, hermana de Nasiruddin Muhammed, fue la gobernante entre 1191 y 1200.

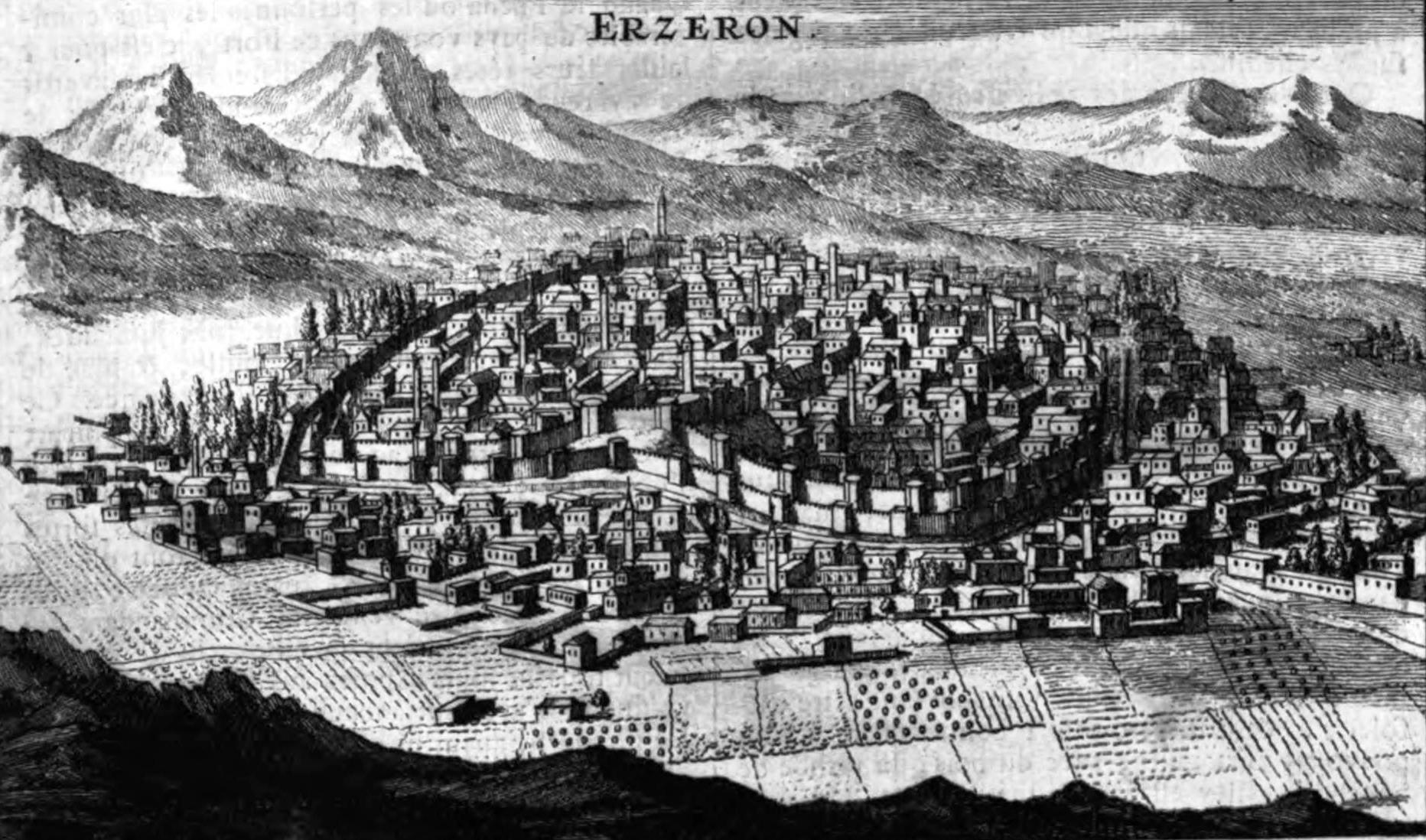
Ilustración de Erzurum publicada en 1718

Teodosiópolis repelió muchos ataques y campañas militares de los selyúcidas y de los georgianos (estos últimos llamaban a la ciudad  Karnu-Kalaki) hasta el año 1201, cuando la ciudad y la provincia fue conquistada por el sultán selyúcida Süleymanshah II. Erzen-Erzurum cayó al asedio mongol en 1242, y la ciudad fue saqueada y devastada. Después de la caída del sultanato selyúcida de Anatolia a principios del siglo XIV, se convirtió en una provincia administrativa del Ilkanato, y después de su caída, se convirtió en parte del «beylik Çoban». Finalmente, en 1514 fue conquistada la región por el sultán otomano Selim I, apodado «el Inflexible». Durante el reinado Imperio otomano, la ciudad sirvió como base principal del poder militar otomano en la región. Sirvió como la capital del «vilayato» de Erzurum. A principios del siglo XVII, la provincia se vio amenazada por el Imperio safávida y una revuelta del gobernador de la provincia Abaza, Mehmed Pasha. Esta revuelta se combinó con las revueltas «Jelali» (el levantamiento de los mosqueteros provinciales llamados el Jelali), respaldados por Irán y duró hasta 1628.

### Edad Moderna

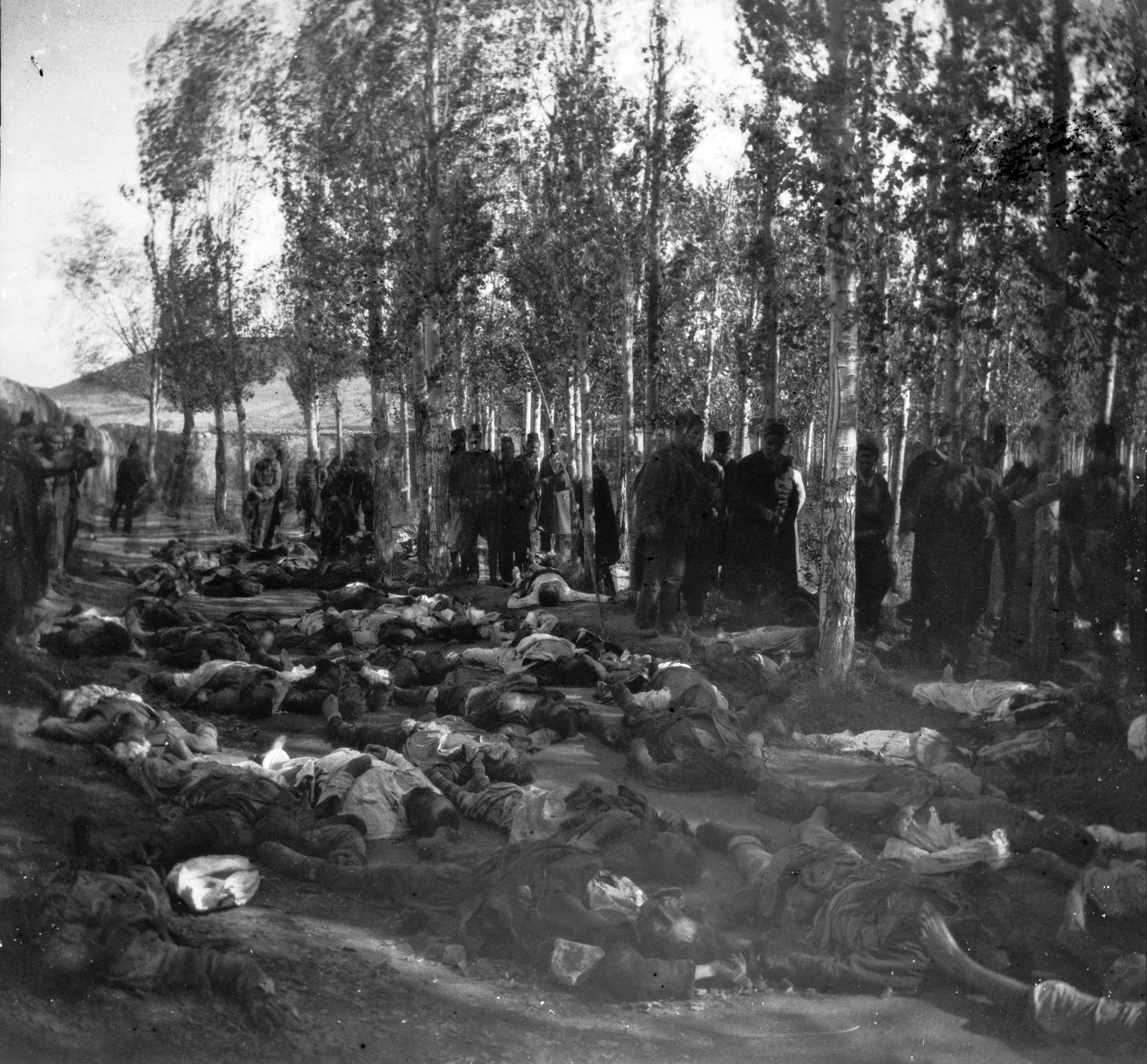
Víctimas de una masacre de armenios en Erzurum el 30 de octubre de 1895, fotografía del estadounidense W. L. Sachtleben.

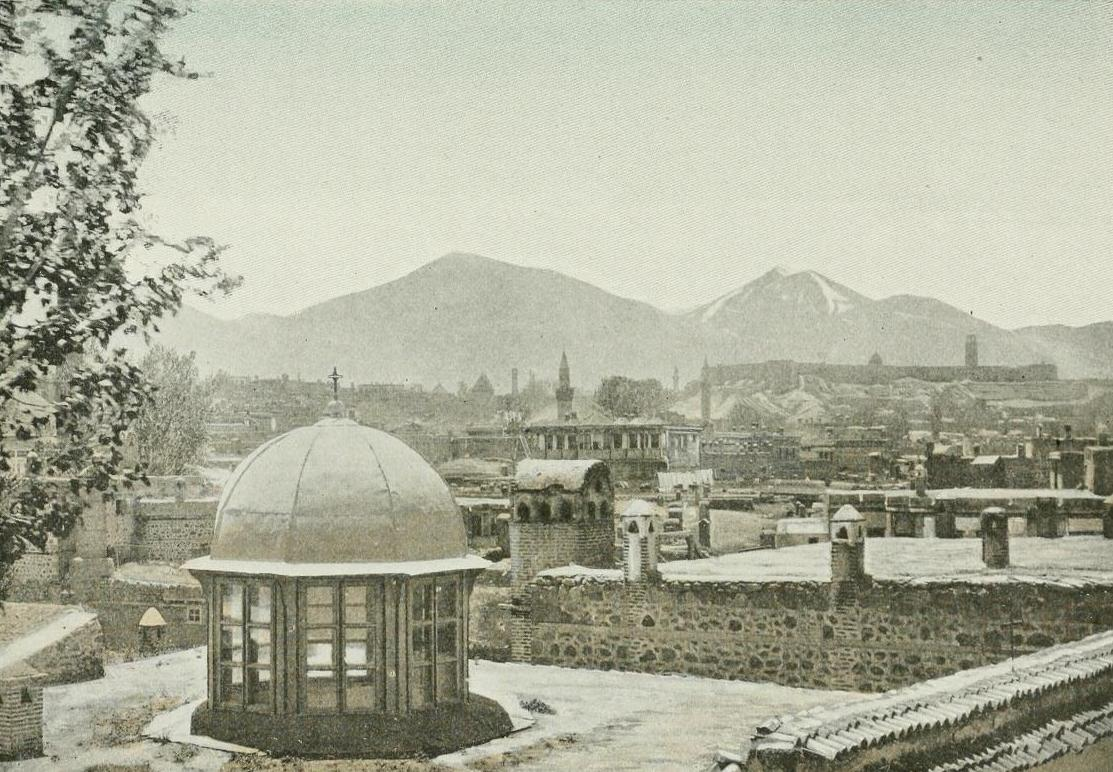
Erzurum hacia 1901

La ciudad fue capturada por el Imperio ruso en 1829, pero fue devuelto al Imperio otomano en virtud del tratado de Adrianópolis ("Edirne"), en septiembre del mismo año. Durante la guerra de Crimea fuerzas rusas se acercaron a Erzurum, pero no atacaron a causa de fuerzas insuficientes y el continuo asedio ruso de Kars.
La ciudad fue atacada sin éxito —batalla de Erzurum (1877)— por un ejército ruso en la guerra ruso-turca de 1877-1878. Sin embargo, en febrero de 1878, los rusos tomaron Erzurum sin resistencia, pero fue devuelto de nuevo al Imperio otomano, esta vez bajo el tratado de San Stefano.
Hubo matanzas de ciudadanos armenios de la ciudad durante las masacres hamidianas (1894-1896).
 La ciudad fue el lugar de una de las batallas clave de la Campaña del Cáucaso de la Primera Guerra Mundial entre los ejércitos de los imperios otomano y ruso.
Esto dio como resultado la captura de Erzurum por las fuerzas rusas bajo el mando del gran duque Nicolás y Nikolai Nikolaevich Yudenich en 16 de febrero de 1916.
Erzurum fue también un importante centro de deportación durante el genocidio armenio en 1915. A finales de abril de 1915 cerca de 450 armenios prominentes de la ciudad de Erzurum fueron encarcelados. La mayoría de ellos eran intelectuales, líderes comunitarios, periodistas y comerciantes. A principios de mayo de 1915 fueron ejecutados. Antes de la guerra, la ciudad tenía una comunidad armenia vibrante con numerosas escuelas y sirvió como residencia provincial del arzobispo de la Iglesia apostólica armenia. Para cuando los rusos entraron en 1916, apenas un centenar de armenios fueron dejados con vida, de una población de preguerra de 20 000; se estima que aproximadamente el 90% de los armenios de la provincia de Erzurum había perecido.
En 1919, según el American Committee for Relief in the Near East, Erzurum quedó completamente desprovista de su población armenia. En 1918 las tropas armenias llevaron a cabo asesinatos por venganza de los musulmanes en el área de Erzurum, después de haber sido testigo de las masacres que se llevaron a cabo contra la población armenia. Erzurum pasó al control otomano después de la firma del tratado de Brest-Litovsk en marzo de 1918. En 1919, Mustafa Kemal Atatürk, uno de los principales fundadores de la moderna República de Turquía, dimitió del ejército otomano en Erzurum y fue declarado como un «nativo honorario» y hombre libre de la ciudad, lo que le dio a conocer su primera matriculación ciudadanía y certificado (Nufus Cuzdanı) de la nueva República de Turquía. El Congreso de Erzurum de 1919 fue uno de los puntos de partida de la Guerra de Independencia Turca.

## Economía

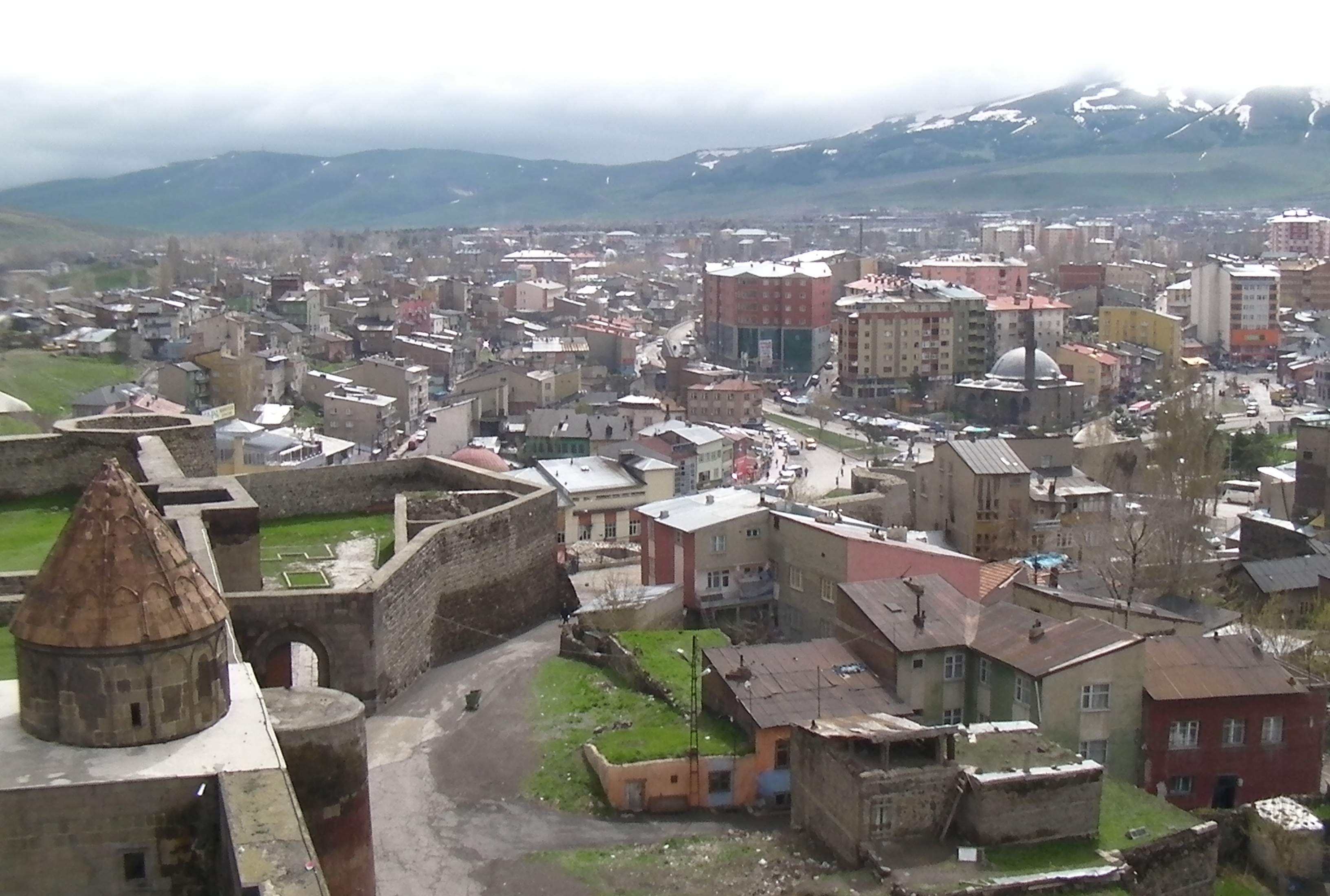
Vista de Erzurum en 2010.

Una de las mayores fuentes de ingreso de la ciudad ha sido la Universidad de Atatürk. Establecida en 1950, es una de las mayores universidades turcas y cuenta con unos cuarenta mil estudiantes. El turismo provee también un aparte de los ingresos. Es un destino popular para los deportes de invierno en el cercano monte Palandöken.
La ciudad produce a gran escala objetos manufacturados de piedra Oltu, que son vendidos como recordatorios en camándulas, brazaletes, collares, broches, aretes y pinzas para cabello. Erzurum es por el momento el punto final del Gasoducto del Cáucaso Meridional o BTE (Bakú-Tiflis-Erzurum).

## Transporte
La terminal de buses permite conexiones con las principales ciudades turcas. Es también el último destino de los ferrocarriles de Anatolia Oriental. El aeropuerto de Erzurum, usado igualmente por la Fuerza Aérea Turca, tiene la segunda mayor pista del país.

## Clima
Erzurum tiene un clima húmedo continental (Dfb en la clasificación de Köppen). El verano es corto y muy cálido, aunque las noches son frescas. La temperatura máxima promedio del mes más cálido, agosto, es de 27,4 °C. El récord máximo de temperatura fue de 36,5 °C. Los inviernos son rigurosos y muy fríos, con temperaturas medias de -15,2 °C durante el mes más frío, enero, con un mínimo absoluto de -37,2 °C el 28 de diciembre de 2002.
| Parámetros climáticos promedio de Erzurum (1970-2011)          | Parámetros climáticos promedio de Erzurum (1970-2011) | Parámetros climáticos promedio de Erzurum (1970-2011) | Parámetros climáticos promedio de Erzurum (1970-2011) | Parámetros climáticos promedio de Erzurum (1970-2011) | Parámetros climáticos promedio de Erzurum (1970-2011) | Parámetros climáticos promedio de Erzurum (1970-2011) | Parámetros climáticos promedio de Erzurum (1970-2011) | Parámetros climáticos promedio de Erzurum (1970-2011) | Parámetros climáticos promedio de Erzurum (1970-2011) | Parámetros climáticos promedio de Erzurum (1970-2011) | Parámetros climáticos promedio de Erzurum (1970-2011) | Parámetros climáticos promedio de Erzurum (1970-2011) | Parámetros climáticos promedio de Erzurum (1970-2011) |
| Mes                                                            | Ene.                                                  | Feb.                                                  | Mar.                                                  | Abr.                                                  | May.                                                  | Jun.                                                  | Jul.                                                  | Ago.                                                  | Sep.                                                  | Oct.                                                  | Nov.                                                  | Dic.                                                  | Anual                                                 |
| -------------------------------------------------------------- | ----------------------------------------------------- | ----------------------------------------------------- | ----------------------------------------------------- | ----------------------------------------------------- | ----------------------------------------------------- | ----------------------------------------------------- | ----------------------------------------------------- | ----------------------------------------------------- | ----------------------------------------------------- | ----------------------------------------------------- | ----------------------------------------------------- | ----------------------------------------------------- | ----------------------------------------------------- |
| Temp. máx. abs. (°C)                                           | 7.7                                                   | 9.6                                                   | 21.4                                                  | 26.5                                                  | 27.2                                                  | 31.0                                                  | 35.6                                                  | 36.5                                                  | 33.3                                                  | 27.0                                                  | 17.8                                                  | 14.0                                                  | 36.5                                                  |
| Temp. máx. media (°C)                                          | -4.3                                                  | -2.5                                                  | 3.1                                                   | 11.5                                                  | 16.9                                                  | 21.9                                                  | 26.9                                                  | 27.4                                                  | 23.1                                                  | 15.4                                                  | 6.3                                                   | -1.4                                                  | 12                                                    |
| Temp. media (°C)                                               | -9.9                                                  | -8.2                                                  | -2.2                                                  | 5.5                                                   | 10.4                                                  | 14.9                                                  | 19.3                                                  | 19.3                                                  | 14.4                                                  | 7.8                                                   | 0.1                                                   | -6.6                                                  | 5.4                                                   |
| Temp. mín. media (°C)                                          | -15.2                                                 | -13.6                                                 | -7.1                                                  | -0.1                                                  | 3.7                                                   | 6.7                                                   | 10.6                                                  | 10.4                                                  | 5.5                                                   | 1.0                                                   | -5.1                                                  | -11.5                                                 | -1.2                                                  |
| Temp. mín. abs. (°C)                                           | -36.0                                                 | -37.0                                                 | -33.2                                                 | -22.4                                                 | -7.1                                                  | -5.6                                                  | -1.8                                                  | -1.1                                                  | -6.8                                                  | -14.1                                                 | -34.3                                                 | -37.2                                                 | -37.2                                                 |
| Precipitación total (mm)                                       | 19.5                                                  | 22.9                                                  | 31.5                                                  | 56.2                                                  | 68.1                                                  | 45.3                                                  | 26.3                                                  | 17.0                                                  | 21.0                                                  | 46.5                                                  | 31.9                                                  | 21.3                                                  | 407.5                                                 |
| Días de precipitaciones (≥ )                                   | 11.5                                                  | 11.4                                                  | 12.9                                                  | 14.8                                                  | 16.9                                                  | 10.8                                                  | 6.7                                                   | 5.6                                                   | 4.9                                                   | 10.4                                                  | 9.7                                                   | 11.2                                                  | 126.8                                                 |
| Horas de sol                                                   | 111.6                                                 | 98.9                                                  | 139.5                                                 | 180.0                                                 | 232.5                                                 | 303.0                                                 | 344.1                                                 | 322.4                                                 | 258.0                                                 | 195.3                                                 | 129.0                                                 | 77.5                                                  | 2391.8                                                |
| Fuente: Devlet Meteoroloji İşleri Genel Müdürlüğü (1970-2011). |                                                       |                                                       |                                                       |                                                       |                                                       |                                                       |                                                       |                                                       |                                                       |                                                       |                                                       |                                                       |                                                       |

## Ciudades hermanadas
El partido Tres de Febrero de Argentina está hermanado con Erzurum. 
La ciudad Shusha de Azerbaiyán está hermanado con Erzurum.